# Bálint Vécsei
Bálint Vécsei (ur. 13 lipca 1993 w Miszkolcu) – węgierski piłkarz grający na pozycji pomocnika w Ferencvárosi TC.

## Kariera klubowa
Vécsei rozpoczął karierę w Kazincbarcikai SC. W 2008 trafił do Honvédu. 11 maja 2011 zadebiutował w pierwszej drużynie tego klubu w meczu z Győri ETO FC.
W sierpniu 2015 przeszedł do Bologna FC, z której został od razu wypożyczony do US Lecce. W lipcu 2016 został wypożyczony na rok do FC Lugano.

## Kariera reprezentacyjna
W reprezentacji Węgier zadebiutował 4 czerwca 2014 w wygranym 1:0 meczu z Albanią.